# Diospyros foliolosa
Diospyros foliolosa (укр. хурма фоліолоза, хурма листочкова) — дерево родини ебенові (Ebenaceae), вид роду хурма.

## Опис

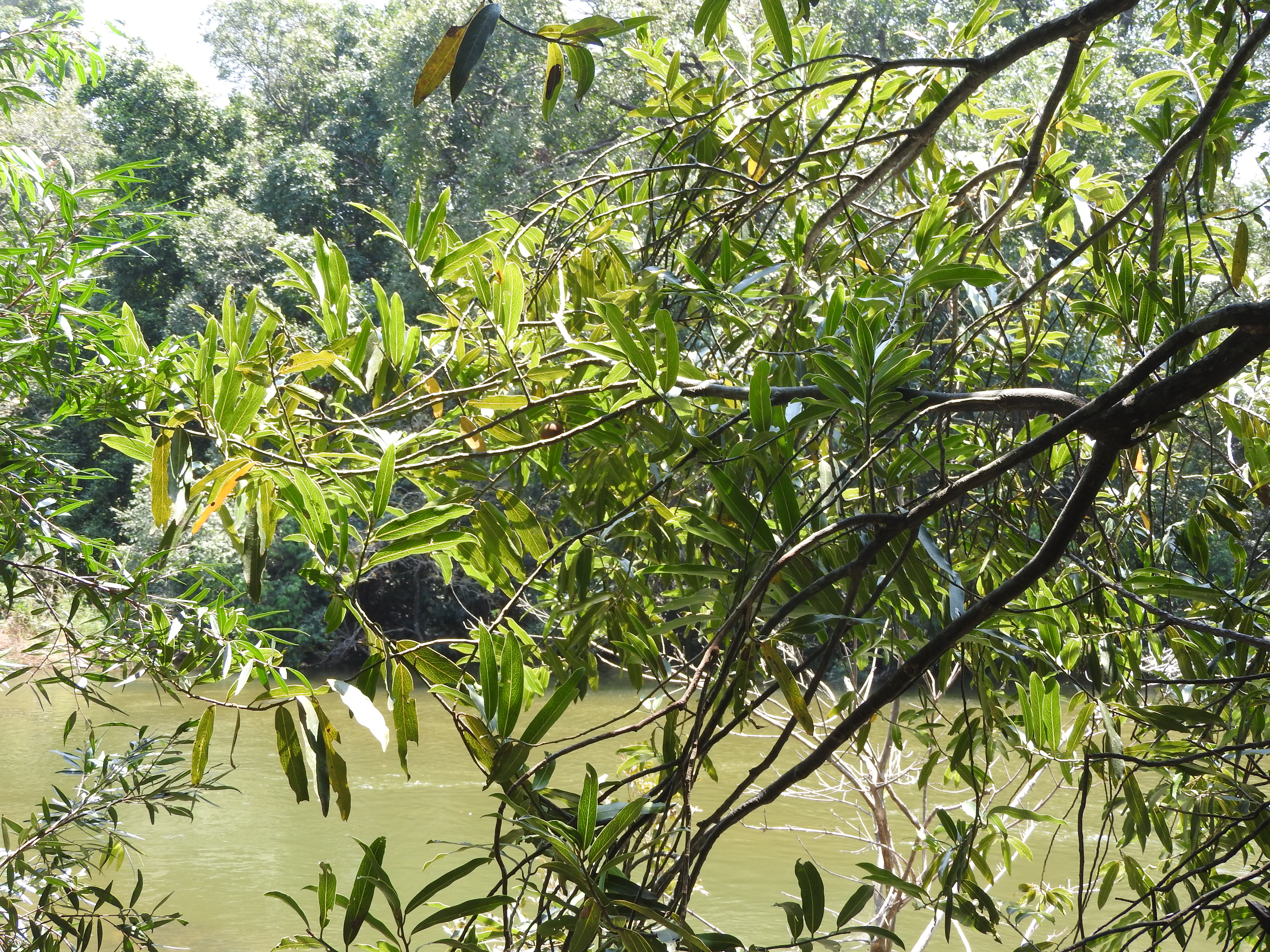
Diospyros foliolosa в Тигровому заповіднику Калаккад Мундантураі на березі річки Тамірабарані

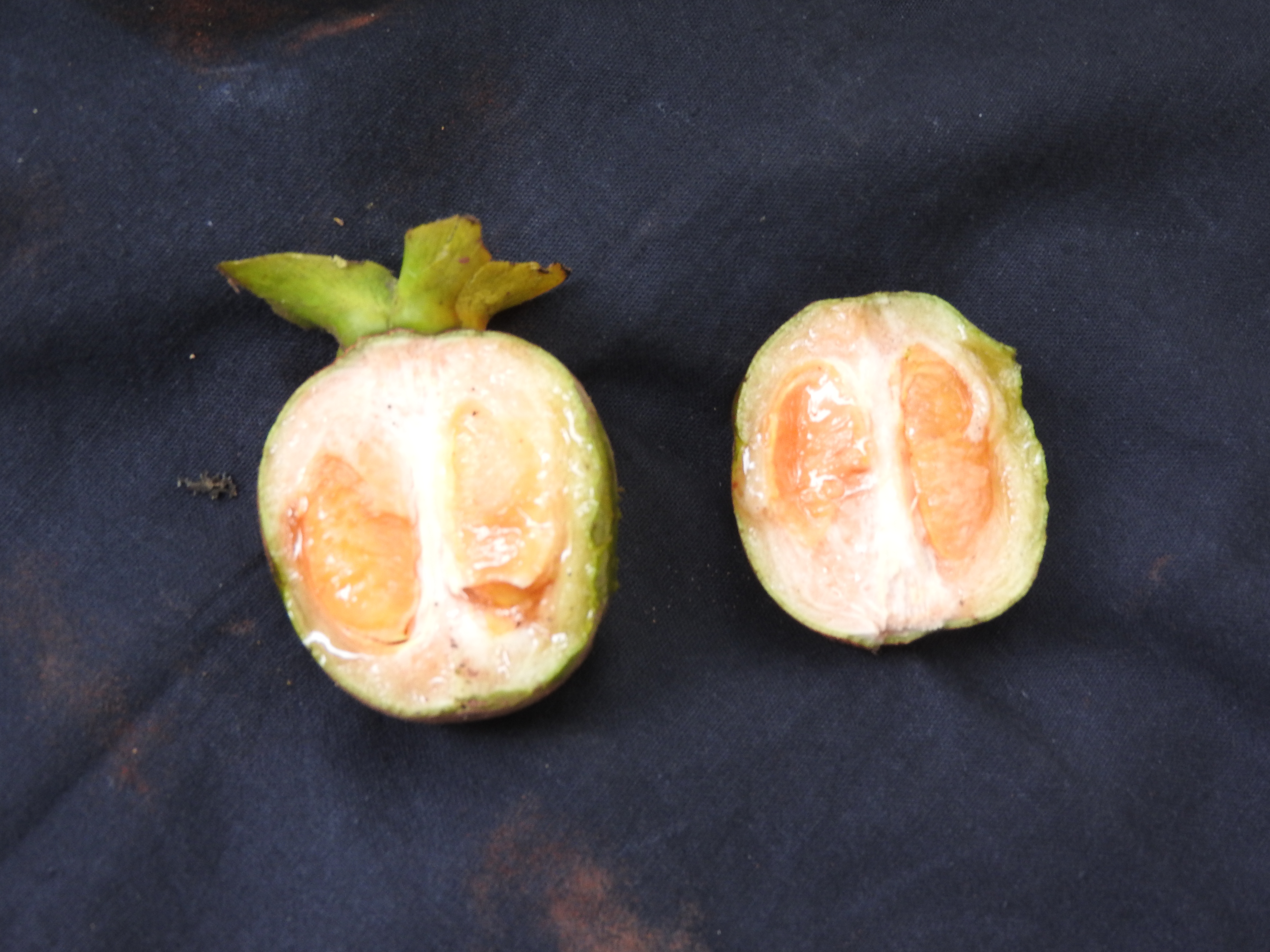
Плід Diospyros foliolosa у розрізі

Вічнозелене дерево, яке виростає приблизно до 12 метрів заввишки. Дводомний вид, якщо потрібні плоди і насіння, необхідно вирощувати як чоловічі, так і жіночі форми. Кора сірувата, луската; з червонуватим відблиском. Гілки стрункі, циліндричні, голі. Листя прості, чергові, дистигенні; черешок 0,4-0,9 см завдовжки, голий, зверху канальцевий. Квіти одностатеві; чоловічі квітки в пахвових цимах, плодоножках; жіночі великі, одиночні, пахвові. Плід, кулястий, до 2,5 см в діаметрі.
Деревина жовтувато-біла, затьмарена сірим, іноді чорним. Серцевина може бути чорною, з рожевими, жовтуватими, коричневими або попелястими смужками, іноді вона майже або повністю чорна; вона, як правило, різко розмежована від тонкої до дуже широкої смуги білуватої, жовтуватої або червоної заболоні. Текстура тонка, гладка і (особливо в серцевині) дуже щільна. Деревина важка до дуже важкої; заболонь помірної міцності і гнучка, а серцевина — дуже міцна.

## Поширення і екологія
Батьківщиною Diospyros foliolosa є південна Індія. Ендемік Західних Гат. Зростає в сухих, вічнозелених лісах, на висотах до 900 метрів над рівнем моря.

## Використання
Невеликі дерева, що містять мало серцевини або зовсім без неї, використовуються місцево для стовпів, балок, крокв, підвіконь, частин сільськогосподарських знарядь тощо. Серцевина використовується для виготовлення ножен, тростин, держаків, ручок для інструментів, рушниць, рам для пилок, музичних інструментів, особливо дощок і грифів гітар; меблів, шаф, інкрустації; чорнильниць та подібних столових приналежностей. Заболонь, яка майже така ж міцна, як і серцевина, а також набагато жорсткіша, є чудовим матеріалом для Т-квадратів та інших інструментів для малювання, для човників, бобін, шпинделів, ключок для гольіу, ручок сокир і молотів і т. ін.

## Розмноження
Насіння цього виду, як і насіння всіх видів хурми має дуже коротку життєздатність і тому повинно бути посіяне якомога швидше. М'якіть слід видалити, оскільки в ній містяться інгібітори проростання. Сіють насіння в тінистому місці в розсаднику. Для посіву використовують ґрунт і дрібний пісок у співвідношенні 3: 1. Насіння висаджують горизонтально або вертикально з кінцем корінки вниз, при глибині посіву 1 — 1½ товщини насіння. Відстань між насінням становить 3 — 5 см. Насіння дуже чутливі до висихання під час проростання і раннього зростання, тому в цей час його необхідно регулярно поливати. Зазвичай насіння проростає через тиждень. Як правило, свіже насіння має високий відсоток фертильності. Саджанці розвивають довгі коріння на ранній стадії, часто до того, як відбувається помітне подовження відростка. Зростання розсади повільне.